# Imperial Ordem de Pedro Primeiro
A Imperial Ordem de Pedro Primeiro, Fundador do Império do Brasil foi uma ordem honorífica brasileira criada pelo imperador D. Pedro I para comemorar o reconhecimento da independência do Brasil por outras nações. É considerada por muitos numismatas como a mais rara das ordens imperiais brasileiras.

## Criação e regulamentação
Criada por meio de curto decreto de 16 de abril de 1826, a ordem foi apenas regularizada pelo decreto n.º 228 de 19 de outubro de 1842, o qual finalmente estabeleceria suas graduações, número de titulares e estabeleceria o desenho das insígnias. Nesse interim, caracterizou-se como um prêmio de cunho estritamente pessoal de D. Pedro I, seu grão-mestre, o qual galardoou apenas uma pessoa: seu sogro Francisco I da Áustria. Foi D. Pedro II quem mais distribuiu a ordem, sendo, ainda assim, a ordem brasileira que menos titulares teve.
A Família imperial brasileira afirma que o criador da insígnia foi Jean-Baptiste Debret, integrante da Missão Artística Francesa ao Brasil. Entretanto, o pintor não sabe descrever com precisão a ordem, em seu Voyage pittoresque, o que implica na possibilidade de ele não ter sido o verdadeiro criador do projeto.

## Características
Muitos autores apontam as semelhanças dessa com a insígnia da Ordem da Coroa de Ferro francesa.

### Insígnia
Grã-cruz

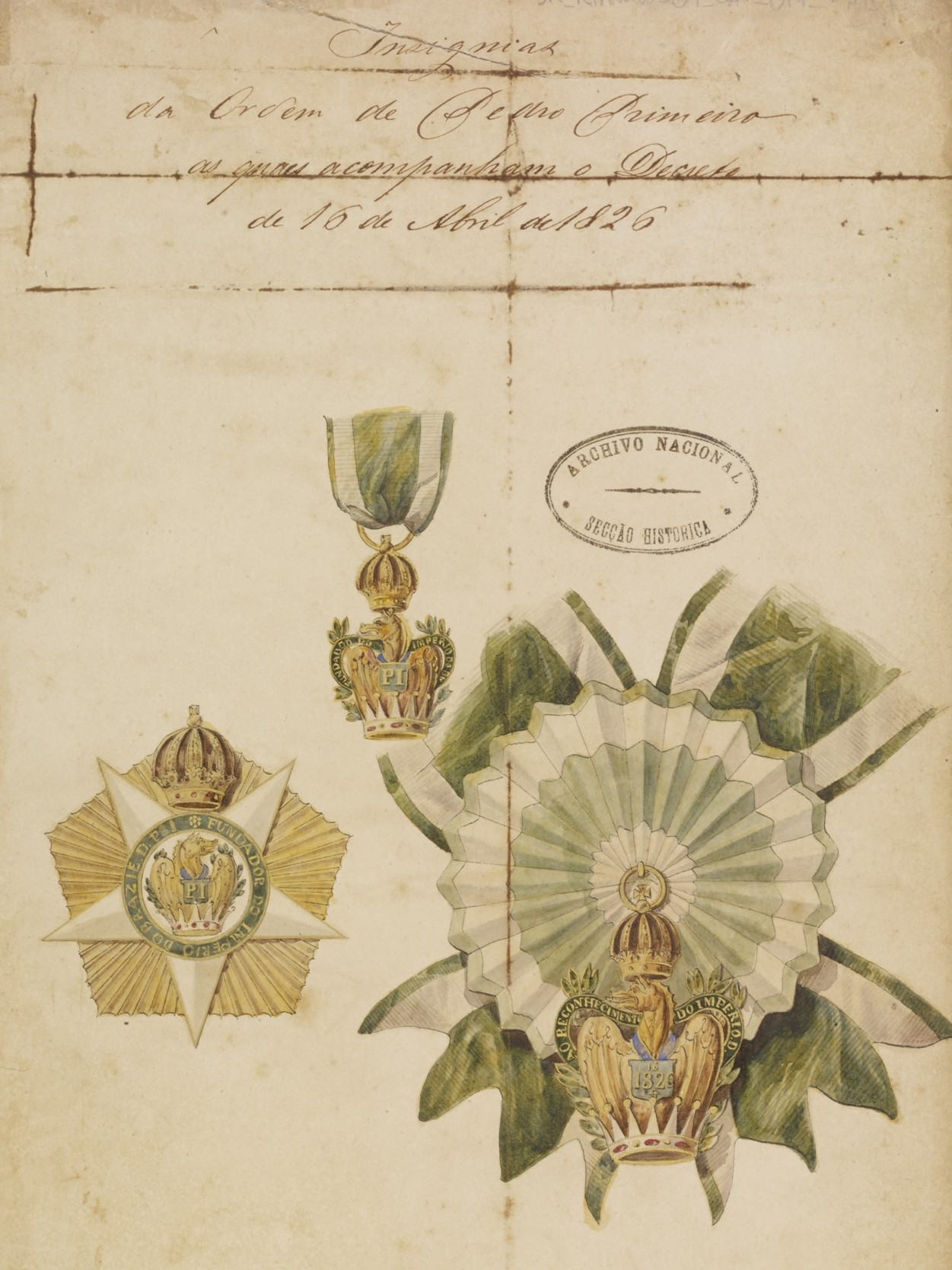
Esboço das comendas da Imperial Ordem de Pedro Primeiro, feitos por Jean Baptiste Debret.

- Anverso: encimado por coroa imperial, dragão alado, em referência à Casa de Bragança, linguado de vermelho e sainte de coroa condal (antiga), guarnecido de ramos de café frutados e encimado por fita verde com a inscrição dourada Fundador do Império do Brasil. O dragão carrega ao peito, pendente por correntes azuis, um escudo verde e ouro com a inscrição P.I. A coroa condal, esmaltada de branco e maçanetada d'ouro, não aparece nas insígnias posteriores, completando-se o dragão com sua cauda.
- Reverso: igual, diferenciando-se pela legenda inscrita no escudo: ora Ao reconhecimento do Império do Brasil ora 16-4-1826.

### Fita e banda
De cor verde, com orlas brancas.

### Graus
- Grã-Cruz (com o tratamento de Excelência e limitado a 12 recipientes)
- Comendador (com o tratamento de Senhor e limitado a 50 recipientes)
- Cavaleiro (limitado a 100 recipientes)

## Titulares
Oficialmente, Luís Alves de Lima e Silva, então marquês de Caxias, foi o único brasileiro agraciado com a comenda. Há discussões sobre se Felisberto Caldeira Brant, o marquês de Barbacena, teria sido agraciado como cavaleiro ou grã-cruz. Supõe-se, no entanto, que se trata duma confusão, pois o marquês de Barbacena foi na verdade o portador da grã-cruz concedida a Francisco I de Áustria, sendo este o primeiro agraciado. A grã-cruz também foi concedida ao neto do Imperador Dom Pedro II, o príncipe Pedro Augusto de Saxe-Coburgo e Bragança. Pelo que se pôde encontrar em registros oficiais, consideram-se apenas seis os titulares da Ordem: 
- Imperador Francisco I da Áustria, em 1827;
- Luís Carlos Filipe Rafael de Orleães, 16.º duque de Némours, em 23 de setembro de 1864;
- Francisco II das Duas Sicílias, em 27 de janeiro de 1866;
- Luís Alves de Lima e Silva, marquês de Caxias, em 26 de dezembro de 1868;
- Imperador Alexandre III da Rússia, em 15 de setembro de 1868.
- Príncipe Pedro Augusto de Saxe-Coburgo e Bragança.

1. 1 2  «Casa Imperial do Brasil». monarquia.org.br. Consultado em 14 de fevereiro de 2021. Cópia arquivada em 14 de fevereiro de 2021
2. ↑  POLIANO, Luís Marques. Heráldica, pág. 407. Ed. GRD. Rio de Janeiro, 1986.
3. ↑  Revista do Instituto Histórico e Geográfico Brasileiro. [S.l.]: Insituto Historico e Geografico Brasileiro

- Brasil | Dinastia de Bragança | Ordens & Condecorações